# Александрія-на-Інді

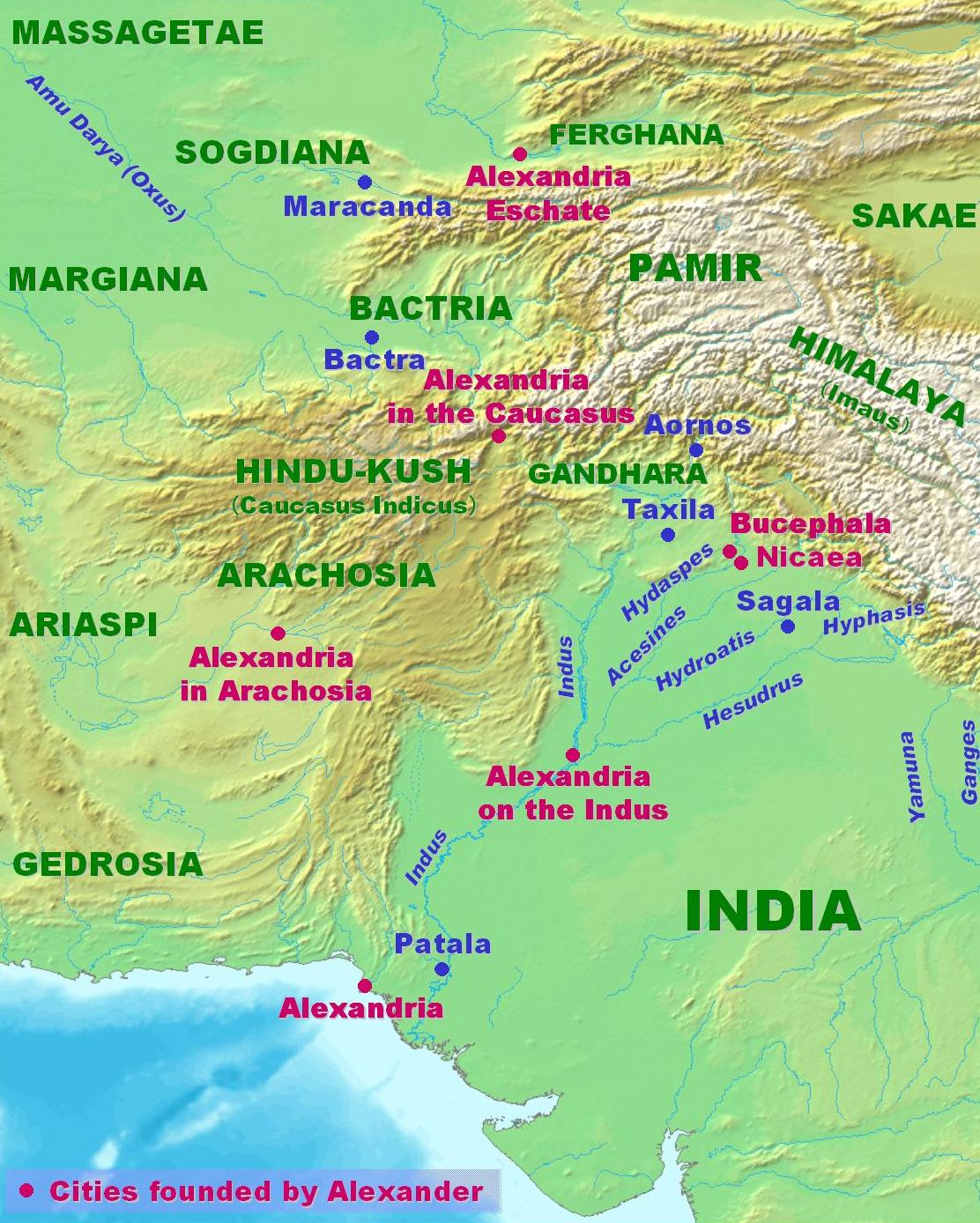
Александр на Інді розташований на злитті Інду та Асесинес.

Александрія на Інді (грец. Ἀλεξάνδρεια ἐπὶ Ἰνδῷ, ймовірно сучасний Уч, Пакистан) було містом, заснованим Александром Македонським на стику Інду та річки Асесінес. Арріан розповідає, що тут були поселені колоністи, переважно фракійські ветерани та місцеві жителі.
Сатрап західного берега Інду, Філіп, син Махата, був відповідальний за розбудову міста :
Він (Александр) наказав йому (Филипу) заснувати там місто, якраз на злитті двох річок, як він сподівався, що воно буде великим і відомим у світі, і побудувати верфі.
Сьогодні вважають, що залишки грецького міста знаходяться в кургані цитаделі, хоча зсув річки завдав значної шкоди кургану. Цей об'єкт внесено до списку ЮНЕСКО.